# Макс Фасмер
Макс Ю́лиус Фри́дрих Фа́смер (на немски: Max Johann Friedrich Vasmer; на руски: Максимилиан Романович Фасмер) е изявен учен на ХХ век – славист и лингвист. Руски възпитаник и автор на трудове, оценени като високи научни постижения в областта на езикознанието.
Ръководи германската делегация в Прага на Първия лингвистичен конгрес.

## Биография
Роден е на 28 февруари 1886 г. в Санкт Петербург, Руска империя, в семейството на руски търговец от германски произход. През 1903 г. завършва класическата гимназия в родния си град, а през 1908 г. Санктпетербурския университет. Привлечен от лекция на Ян Бодуен де Куртене, взема решение да се занимава с езикознание. При Ян Бодуен де Куртене получава много добра подготовка по полско езикознание, а при Алексей Шахматов следва история на руския език.
Още в началото на своята научна кариера се посвещава на изучаване на славянските гръцки диалекти, предприемайки пътувания до Гърция, където също така научава албански.
В периода 1908 – 1910 г. специализира в университетите в Краков, Виена и Грац, а от 1910 г. е преподавател в Петербургския университет. През 1915 г. защитава докторска дисертация на тема „Изследване в областта на древногръцката фонетика“, след което води лекционни курсове по славянска филология и индогерманско езикознание в университети в Саратов и Дорпат (Естония). От 1921 до 1924 г. е редовен професор във Философския факултет в Лайпцигския университет.
След Първата световна война, от 1925 г. започва да издава новото списание „Zeitschrift für slavische Philologie“ в Лайпциг, което замества предходното „Archiv für slavische Philologie“ на Ватрослав Ягич. Езиковедското списание, посветено предимно на славистиката, се утвърждава като авторитетно, привличайки към сътрудничество слависти от много страни. Посредством него Фасмер поддържа връзки със слависти от цял свят, между които и изявените български учени академик Стефан Младенов и професор Кирил Мирчев.
От 1925 г. Фасмер живее в Берлин. През периода 1925 -1947 е редовен професор към Славянския институт на Берлинския университет. През 1928 г. е избран за чуждестранен член-кореспондент на Руската академия на науките. От 1937 до 1938 г. е гост-професор в Колумбийския университет в САЩ. Изнася лекции и в София, Будапеща, Букурещ и Хелзинки.
След Втората световна война (1939 – 1945) Фасмер преподава в Стокхолм (1947 – 1949), а през 1949 г. се установява в Свободния университет в Западен Берлин като редовен професор, завеждащ катедрата по славистика. Удостоен е с титлата почетен доктор на Философския факултет на Университета в Бон (1961).
Умира на 30 ноември 1962 г. в Западен Берлин на 76-годишна възраст.

## Научна дейност
Макс Фасмер, подобно на Афанасий Селишчев, има особен принос в развитието на славистиката и лингвистиката като цяло, и в частност по отношение на славянската (българска) топонимия в Гърция. Селишчев се посвещава на славянската топонимия в Албания, а Фасмер – на тази на територията на Гърция. Още при първите си пътувания в Гърция той прави изследвания на гръцките диалекти и взаимодействието на гръцкия със славянските езици. В резултат на тези изследвания излизат неговите „Гръцко-славянски етюди“.
Славянската топонимия в Гърция е тази, която привлича основно вниманието на Фасмер и той достига до важни за българската и световната лингвистична наука изводи. Фасмер доказва тясното родство на славяните в Гърция с българите и „свързва този извод с общото заселническо движение на славянските племена в Македония и Албания, които в съгласие с изследванията на съветския славист Селишчев определя като български“, според Иван Дуриданов.
По образец на „Энциклопедия славянской филологии“ на Ватрослав Ягич Макс Фасмер издава поредицата от основни трудове на немски по славянска филология „Grundriß der slavischen Philologie und Kulturgeschichte“. В тази поредица е публикувана на немски и първата цялостна „История на българския език“ на академик Стефан Младенов.
Фасмер търси посредством лингвистиката да определи прародината на славяните, който въпрос живо занимава немския езиковед в цялото му научно творчество. За своите изследвания ученият използва метода на изключването, за което бива критикуван. В своите изследвания Фасмер се проявява освен като отличен индоевропеист, а и като полиглот и познавач на угрофинските езици.
През 1941 г. в Третия Райх излиза на немски „Славяните в Гърция“ (Die Slaven in Griechenland) на Макс Фасмер, първия специализиран езиковедски труд по темата, който не е издаван на български.
Първото сериозно постижение на Макс Фасмер в лингвистичната наука е неговият „Этимологический словарь русского языка“, който започва да подготвя още от ранните си научни години. Издаването му става възможно едва през 1950-те, защото при бомбардировка над Берлин през 1944 г. жилището му е разрушено, а с това и всички събрани дотогава материали са погубени или разпилени. В следващите следвоенни години той успява да възстанови материалите и от 1953 речникът излиза на части, като последната част излиза през 1958 г. като издание на Хайделбергския университет. Речникът се отличава, както с ценните си библиографски податки, така и с включените и подробно изследвани топоними и антропоними. И до днес този етимологичен речник остава основен справочник на всеки русист и езиковед.